# سه تلفوناندو
سه تلفوناندو (به ایتالیایی: Se Telefonando) ترانه‌ای ایتالیایی ساخته‌شده در سال ۱۹۶۶ به خوانندگی مینا مازینی و آهنگسازی انیو موریکونه است. این ترانه که طول آن ۲ دقیقه و ۵۶ ثانیه می‌باشد شهرت فراوانی در ایتالیا به دست آورد و کماکان از محبوبیت خاصی برخوردار است. موسیقی آن دارای هشت مدولاسیون برای خواننده و سازهای بکار رفته در آن است که از این حیث از ویژگی متفاوتی برخوردار است. تنظیم موریکونه برای این ترانه مرکب است از ملودی‌های ترکیبی برای ترومپت، «هال بلین» برای درام، مجموعه‌ای از سازهای زهی، سبک و سیاق آوازهای دهه ۶۰ اروپا برای خواننده زن و زیر صدایی از ترومبون‌ها. این ترانه در ده‌های پس از ساخت آن مجدداً از سوی خوانندگان دیگری بازخوانی شد.